# Tháp Hearst (New York)
Tháp Hearst (tiếng Anh: Hearst Tower) là một tòa nhà chọc trời ở thành phố New York, Hoa Kỳ. Đây là trụ sở của tập đoàn báo chí Hearst Corporation, nơi đặt tòa soạn của nhiều tờ báo và tạp chí nổi tiếng như Cosmopolitan, Good Housekeeping và San Francisco Chronicle. Tháp Hearst được xây dựng trên nền của tòa trụ sở cũ 6 tầng do người sáng lập tập đoàn là William Randolph Hearst cho xây dựng với khoản đầu tư 2 triệu USD vào năm 1928. Tòa nhà mới được xây dựng gần 80 năm sau đó, nó được chính thức khánh thành ngày 4 tháng 5 năm 2006.

## Thiết kế
Người thiết kế tháp Hearst là kiến trúc sư người Anh nổi tiếng Norman Foster, tòa nhà được thi công bởi công ty xây dựng Turner construction. Tòa nhà 46 tầng này có chiều cao tổng cộng 182 m và diện tích sàn 80.000 m². Để có được hình dáng đặc biệt như một biểu đồ lưới tam giác cho tháp Hearst, người ta đã sử dụng 9.500 tấn thép xây dựng, trong đó 80% là thép tái chế. Đây là tòa nhà cao tầng đầu tiên được khởi công ở thành phố New York sau Sự kiện 11 tháng 9. Giống như nhiều công trình được thiết kế trong thời gian gần đây của Norman Foster như 30 St Mary Axe, tháp Hearst được thiết kế với nhiều biện pháp tiết kiệm năng lượng như sử dụng các ống dẫn nước chạy dọc theo tường tòa nhà để làm mát mùa hè và sưởi ấm mùa đông, nước mưa đọng trên mái nhà cũng được tái sử dụng cho hệ thống làm mát, tưới cây và các đài phun nước của công trình.